# Siletz (település)
Siletz (Tolowa nyelven: sii-let-ts’i) az Amerikai Egyesült Államok északnyugati részén, Oregon állam Lincoln megyéjében helyezkedik el.
A 2010. évi népszámlálási adatok alapján a városnak 1 212 lakója van. A város teljes területe 1,63 km², melynek 100%-a szárazföld.
A várostól keletre található a Siletz rezervátum, valamint augusztusban Siletzben kerül megrendezésre a Nesika Illahee Pow Wow.

## Történet
1851-ben az aranyláz miatt a környékre érkező európaiakkal való feszültség csökkentése érdekében a kormány az indiánokat rezervátumokba kényszerítette. Az évek során a város melletti siletz rezervátum folyamatosan csökkent. 1860-tól fehérek is letelepedhettek területén.
Az 1887-es Daves Act a rezervátum több részét felosztotta; ezeket a részeket később eladták. Az 1956-os Western Oregon Termination Act kimondta, hogy a siletz törzs tagjai nem indiánok. Ezzel együtt a területek egyre nagyobb részét adták mások kezére, többek között Siletz városa is részesült belőle.
Az 1977-es Siletz Restoration Act hatályba lépésétől a törzs tagjai újra indiánok. Ma a város körül 16 hektárnyi terület tartozik a rezervátumhoz, valamint további 1470 ha az erdőben. 1991-ben egy klinikát is létesítettek; a törzs ma is fontos szerepet tölt be a térség életében.

## Városvezetés
A polgármesteren kívül a városnak négy képviselője van. A polgármestert kettő, a képviselőket pedig négy évre választják.

## Népesség

### 2010
A 2010-es népszámláláskor a városnak 1 212 lakója, 448 háztartása és 321 családja volt. A népsűrűség 742,8 fő/km². A lakóegységek száma 483, sűrűségük 296 db/km². A lakosok 69,7%-a fehér, 0,4%-a afroamerikai, 18,4%-a indián, 0,4%-a ázsiai, 0,2%-a a csendes-óceáni szigetekről származik, 1,5%-a egyéb etnikumú, 9,4% pedig kettő vagy több etnikumú. A spanyol vagy latino származásúak aránya 5% (3,1% mexikói, 0,1% Puerto Ricó-i, 1,7% pedig egyéb spanyol/latino származású).
A háztartások 33,9%-ában élt 18 évnél fiatalabb. 50,7% házas, 14,7% egyedülálló nő, 6,3% pedig egyedülálló férfi; 28,3% pedig nem család. 21% egyedül élt; 7,6%-uk 65 éves vagy idősebb. Egy háztartásban átlagosan 2,67 személy élt; a családok átlagmérete 3,07 fő.
A medián életkor 42 év volt. A város lakóinak 24,5%-a 18 évesnél fiatalabb, 7,1% 18 és 24 év közötti, 21,4%-uk 25 és 44 év közötti, 32,9%-uk 45 és 64 év közötti, 14,3%-uk pedig 65 éves vagy idősebb. A lakosok 50,5%-a férfi, 49,5%-uk pedig nő.

### 2000
A 2000-es népszámláláskor a városnak 1 133 lakója, 420 háztartása és 315 családja volt. A népsűrűség 694,4 fő/km². A lakóegységek száma 468, sűrűségük 286,8 db/km². A lakosok 71,23%-a fehér, 0,44%-a afroamerikai, 21,01%-a indián, 0,71%-a ázsiai, 0,09%-a a csendes-óceáni szigetekről származik, 0,44%-a egyéb-, 6,09% pedig kettő vagy több etnikumú. A spanyol vagy latino származásúak aránya 1,85% (1,2% mexikói, 0,1% kubai, 0,5% pedig egyéb spanyol/latino származású).
A háztartások 36,9%-ában élt 18 évnél fiatalabb. 57,1% házas, 12,1% egyedülálló nő; 25% pedig nem család. 19,8% egyedül élt; 9,5%-uk 65 éves vagy idősebb. Egy háztartásban átlagosan 2,7 személy élt; a családok átlagmérete 3,04 fő.
A város lakóinak 28,9%-a 18 évnél fiatalabb, 7,5%-a 18 és 24 év közötti, 28,9%-a 25 és 44 év közötti, 22,6%-a 45 és 64 év közötti, 12,1%-a pedig 65 éves vagy idősebb. A medián életkor 36 év volt. Minden 100 nőre 104,5 férfi jut; a 18 évnél idősebb nőknél ez az arány 99,8.
A háztartások medián bevétele 38 542 amerikai dollár, ez az érték családoknál $42 250. A férfiak medián keresete $32 153, míg a nőké $21 250. A város egy főre jutó bevétele (PCI) $14 690. A családok 11%-a, a teljes népesség 15,4%-a élt létminimum alatt; a 18 év alattiaknál ez a szám 20,6%, a 65 év felettieknél pedig 8,1%.

## Programok
Augusztus második hétvégéjén rendezik meg a Nesika Illahee Pow Wow-t. A fesztiválon számos ajándéktárgyat (pl. rózsafüzér, szőnyegek és ruhák) és ételt lehet vásárolni, illetve több táncversenyt is tartanak. A rendezvény péntektől vasárnapig tart.